# The Voice of Italy
The Voice of Italy é um talent show italiano que estreou no dia 7 de março de 2013. O programa é baseado no formato original holandês The Voice of Holland, criado pelo produtor televisivo John de Mol.